# Ярылгачская бухта
Ярылга́чская бу́хта (укр. Ярилгацька бухта, крымскотат. Yarılğaç körfezi, Ярылгъач корьфези) — бухта Каркинитского залива Чёрного моря на северо-западном побережье Крыма.  Бухта получила своё название по единственному расположенному на её берегах селу Ярылгач (ныне Межводное, Черноморский район).

## География
Максимальная глубина — 12 м. Имеет преимущественно песчаный берег, за исключением северного побережья, которое переходит в мыс Чёрный. Длина береговой линии 9 км. Генетически - затопленное устье приморской балки. Форма округлая, северные и южные берега - обрывистые. На восточной части береговой линии расположена Межводненская нефтебаза, с прилегающей к ней мостом и остатками старого моста и платформы (почти полностью демонтированы); на юго-восточной — проход, ведущий к группе лагун Карлавские Сивашники. На востоке отделена песчаной пересыпью от озёр Джарылгач и Ярылгач. На юго-западе соединена каналом (прорыт в 1978 году) с озером Панское.

## Судоходство
Сейчас судоходна только западная часть бухты, где проходят судна в морской специализированный торговый порт Черноморск, расположенный в озере Панское.
Ранее (до начала 1990-х годов) судна ходили до Межводненской нефтебазы для выгрузки нефтепродуктов.
Для безопасного полноценного судоходства по бухте был установлен ряд навигационных знаков на береговой полосе шириной до 1200 м.

## Галерея
- Береговая линия (южнее Межводненской нефтебазы)
- Юг береговой линии (вид с моста нефтебазы)
- Мост нефтебазы